# Georg Matthiae
Georg Matthiae (* 20. März 1708 in Husum/Schleswig; † 9. Mai 1773 in Göttingen) war ein deutscher Mediziner, Arzt und Philosoph.

## Leben
Georg Matthiae wurde in der Nähe von Husum am 20. März 1708 geboren, erhielt eine philosophische Vorbildung und studierte anschließend ab 1729 Medizin an den Universitäten von Helmstedt (bis 1732) und Göttingen. Nachdem er in Berlin als Übersetzer französischer Werke tätig gewesen war und nach einem Aufenthalt in Hamburg kehrte er nach Husum zurück, wo er als Arzt praktizierte. 1736 stellte man ihn in Göttingen an der dortigen Universitätsbibliothek als Wissenschaftlichen Mitarbeiter mit Hinblick auf philologische Literatur ein. Zum Magister der Philosophie sowie zum Doktor der Medizin wurde er im Jahr 1741 promoviert, woraufhin er akademische Vorlesungen über Pathologie, Therapie und medizinische Literaturgeschichte hielt. 1748 beförderte man ihn zum Bibliothekar, 1755 wurde er der Medizin außerordentlicher Professor und 1764 ordentlicher Professor. Diese Stelle hielt er inne, bis er am 9. Mai 1773 im Alter von 65 Jahren verstarb.
Seine Söhne Friedrich Christian Matthiä (1763–1822) und August Matthiä (1769–1835) waren bekannte Pädagogen und Sachbuchautoren. 

## Werke
- Conspectus historiae medicorum chronologicus (1761)
- Index Celsianus (1785)